# La Belle Dame sans Merci

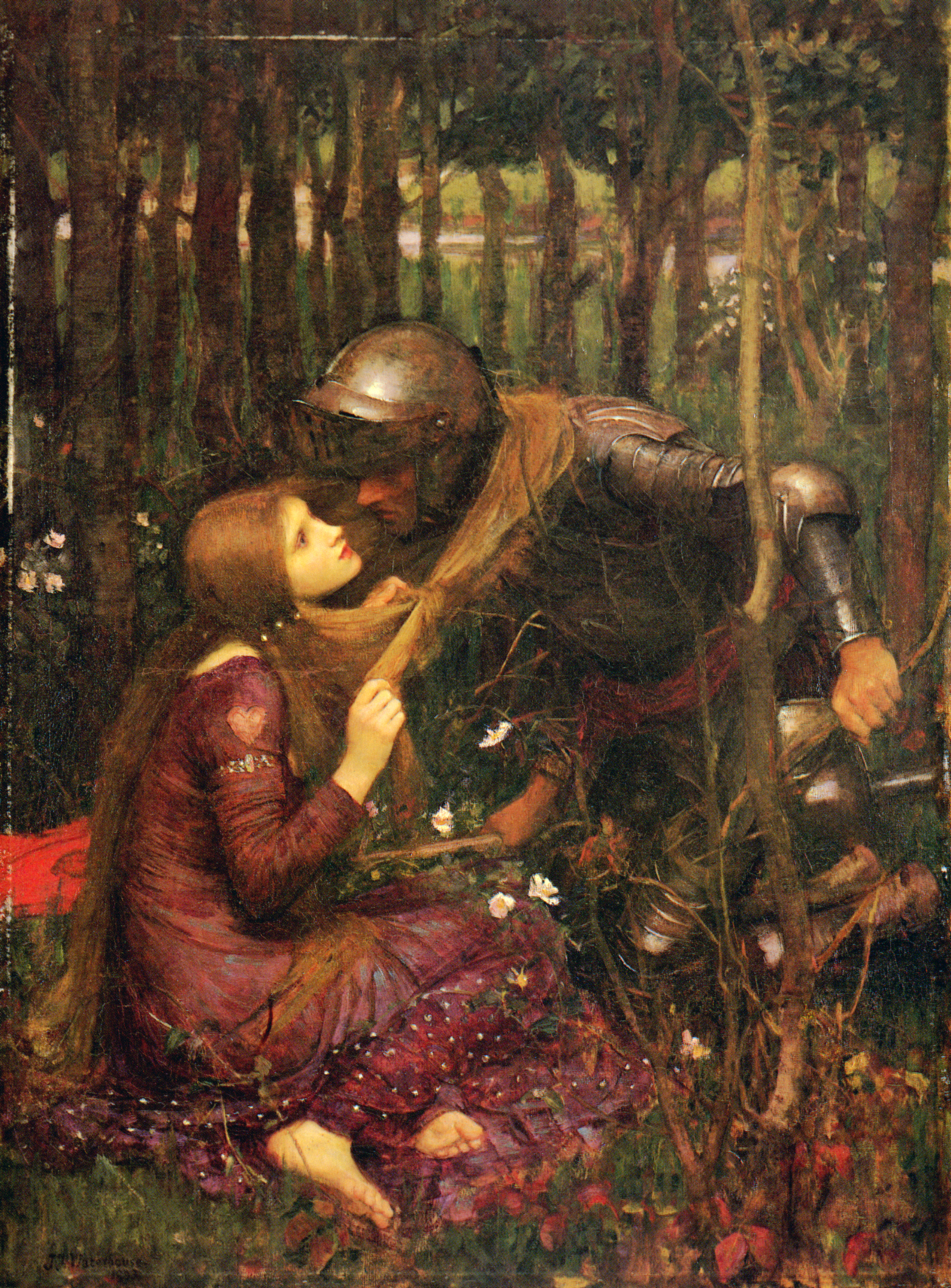
La Belle Dame Sans Merci, 1893. Họa phẩm của John William Waterhouse

La Belle Dame sans Merci (tiếng Pháp: Người đẹp không có lòng thương xót) – là một bài ballad của nhà thơ lãng mạn Anh, John Keats. Bài thơ này có hai phiên bản với một chút ít khác nhau. Bản đầu tiên được Keats sáng tác ngày 21 tháng 4 năm 1819. Bản hiệu đính theo đề nghị của Leigh Hunt ngày 20 tháng 5 năm 1819.
Bài thơ này lần đầu tiên in ở tạp chí The Indicator của Hunt ngày 10 tháng 5 năm 1820. La Belle Dame Sans Merci lấy lại tên trường ca của nhà thơ Pháp thời trung cổ Alain Chartier. Nguồn gốc của ballad này là truyền thuyết Tannhäuser của Đức, trường ca hiệp sĩ The Faerie Queene của Edmund Spenser và The Anatomy of Melancholy của Robert Burton (Câu chuyện về chàng hiệp sĩ sầu muộn).

## Nội dung bài thơ
Bài ballad của John Keats kể về cuộc gặp gỡ của chàng kị sĩ vô danh với một nàng tiên ẩn ước. Chàng kị sĩ cô đơn, kiệt sức vì một nỗi buồn thơ thẩn trên đồng vắng. Tác giả hỏi chuyện chàng và chàng kể lại một câu chuyện. Một hôm chàng gặp người đẹp có "ánh mắt nhìn hoang dại". Chàng bế nàng ngồi lên ngựa, thế rồi nàng dẫn chàng đi vào cõi tiên. Trong cõi này nàng đã nức nở, thổn thức. Chàng hôn lên đôi mắt hoang dại của nàng, rồi nàng vỗ về, ru chàng đi vào giấc mộng.
Trong giấc mơ chàng thấy hoàng tử tình si gào thét rằng chàng đã bị rơi vào vòng tù hãm của người đẹp và bị người đẹp giã từ không thương tiếc. Chàng kị sĩ tỉnh giấc thấy "một mình trên đồi lạnh" và kể từ dạo đấy chàng đâm ra thơ thẩn, với gương mặt tái nhợt chàng lang thang không mục đích ở cái miền mà cây cối "chỉ còn lá rụng và không còn tiếng hót của chim".

## Ý nghĩa của bài thơ

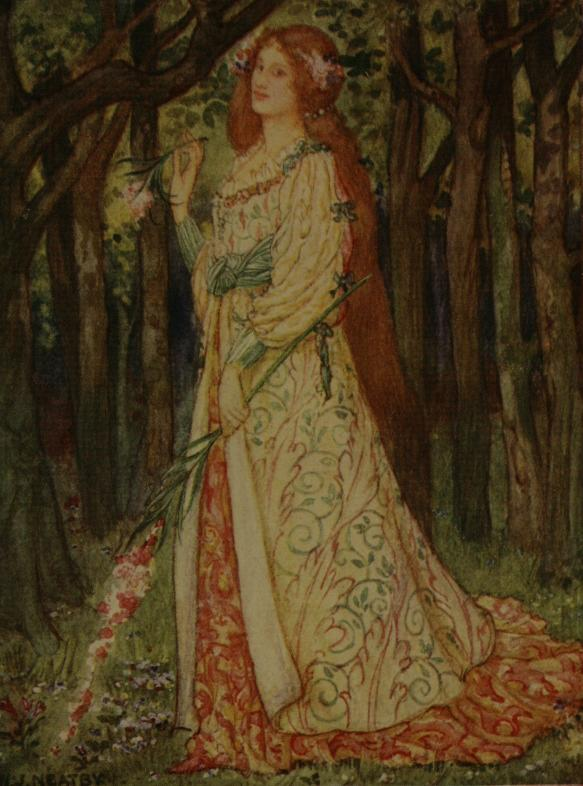
La Belle Dame Sans Merci, 1893. Họa phẩm của W. J. Neatby

Ballad La Belle Dame Sans Merci chỉ gồm 12 khổ thơ, mỗi khổ 4 dòng nhưng là một câu chuyện đầy những bí ẩn. Keats mô tả chàng kị sĩ khiến người đọc liên tưởng đến cái chết – gương mặt tái nhợt của chàng như một bông hoa huệ (biểu tượng của cái chết trong văn hóa phương Tây), héo hon và tàn úa – có thể chàng đã chết, và trả lời câu chuyện là một bóng ma, là linh hồn của chàng. Trong nguyên bản bài ballad nói về người đẹp đã quyến rũ chàng kị sĩ, chi tiết này gần gũi với những truyền thuyết Thomas Learmonth (Thomas the Rhymer) hoặc Tam Lin.
Thông thường các kị sĩ bị ràng buộc bởi lời nguyền đạo đức, thế nhưng ở đây chàng kị sĩ của John Keats đã bị quyến rũ bởi tiên (chứ không phải người trần), nên đã bị trừng phạt. Những người phát ngôn của phái nữ quyền cho rằng kị sĩ đã hãm hiếp cô gái, do vậy Chúa đã trừng phạt chàng. Dẫn chứng cho điều này, người ta dẫn câu thơ: "she wept, and sigh’d full sore" (nàng khóc lóc, và những tiếng thở dài đau đớn).
Dù sao, sự phân tích này không thực sự thuyết phục vì trong bài thơ ta thấy rõ ràng rằng cô đã nói lời yêu chàng chân thành, đã quyến rũ chàng đi vào cõi tiên (hang động, nơi tiên ở). Thành ra câu thơ "she wept, and sigh’d full sore" có thể hiểu là cô tiên đã mất trinh tiết sau khi yêu. Cũng có thể đấy là khát khao cháy bỏng được yêu chàng. Ý nghĩa câu này phụ thuộc vào nội dung cả bài ballad: liệu đấy là một bài thơ lãng mạn, trữ tình hay tác giả có ý lồng vào một ý nghĩa đạo đức. Nếu xem xét rộng ra toàn bộ sáng tạo của John Keats thì ta có thể chắc chắn rằng đấy là câu chuyện tình cảm lãng mạn chứ Keats hoàn toàn không muốn hướng nó về trí tuệ hay luân lý.

## Ảnh hưởng của bài thơ với hội họa
- Nàng tiên bí ẩn La Belle Dame sans Merci trở thành nhân vật nổi tiếng trong tác phẩm của các họa sĩ nhóm tiền Raphael như: Frank Dicksee, Frank Cadogan Cowper, John William Waterhouse, Arthur Hughes, Walter Crane, Henry Maynell Rheam. Ngày 1 tháng 12 năm 1920 tạp chí Punch đã in một tiểu phẩm khôi hài về đề tài này.

## Ảnh hưởng của bài thơ với âm nhạc
- Nhạc sĩ Charles Villiers Stanford phổ nhạc lời của bài thơ này thành một khúc lãng mạn nổi tiếng. Thể hiện tác phẩm này đòi hỏi người hát cũng như người đệm đàn có trình độ cao. Khúc lãng mạn này nổi tiếng cho đến ngày nay và luôn được các nghệ sĩ nổi tiếng nhất thể hiện.
- Nhạc sĩ Patrick Hadley viết khúc tứ tấu cho giọng nam cao và dàn nhạc.
- La Belle Dame sans Merci là nguồn cảm hứng cho Tony Banks (nhóm Genesis) viết bài hát The Lady Lies (1977).

## Dịch sang tiếng Việt
Cho đến nay La Belle Dame sans Merci chỉ mới có một bản dịch sang tiếng Việt từ năm 1995 của Nguyễn Viết Thắng.
| La Belle Dame sans Merci 1 O what can ail thee, knight at arms, Alone and palely loitering? The sedge has wither'd from the lake, And no birds sing. 2 O What can ail thee, knight at arms, So haggard and so woe-begone? The squirrel's granary is full, And the harvest's done. 3 I see a lily on thy brow With anguish moist and fever dew, And on thy cheeks a fading rose Fast withereth too. 4 I met a lady in the meads, Full beautiful, a fairy's child; Her hair was long, her foot was light, And her eyes were wild. 5 I made a garland for her head, And bracelets too, and fragrant zone; She look'd at me as she did love, And made sweet moan. 6 I set her on my pacing steed, And nothing else saw all day long, For sidelong would she bend, and sing A fairy's song. 7 She found me roots of relish sweet, And honey wild, and manna dew, And sure in language strange she said— I love thee true. 8 She took me to her elfin grot, And there she wept, and sigh'd full sore, And there I shut her wild wild eyes With kisses four. 9 And there she lulled me asleep, And there I dream'd—Ah! woe betide! The latest dream I ever dream'd On the cold hill's side. 10 I saw pale kings, and princes too, Pale warriors, death pale were they all; They cried—"La belle dame sans merci Hath thee in thrall!" 11 I saw their starv'd lips in the gloam With horrid warning gaped wide, And I awoke and found me here On the cold hill's side. 12 And this is why I sojourn here, Alone and palely loitering, Though the sedge is wither'd from the lake, And no birds sing. | Người đẹp không thương xót 1 "Chàng kỵ sĩ có điều chi phiền muộn Mà đi lang thang buồn bã một mình? Để cây bên hồ chỉ còn lá rụng Và chẳng còn nghe tiếng hót của chim. 2 Chàng kỵ sĩ có điều chi phiền muộn Có điều chi lo lắng ở trong lòng? Cho chú sóc một vụ mùa đầy đặn Đã kết thúc mùa gặt hái trên đồng. 3 Ta thấy rằng: như hoa huệ trong sương Vầng trán ngươi ướt đầm đìa lạnh lẽo Có điều chi đau đớn lắm trong hồn Đôi má ngươi như hoa hồng đang héo?". 4 Ta đã gặp trên đồng người con gái Nàng đẹp xinh tựa như một cô tiên Mái tóc dài, gót chân nàng tươi rói Và lẳng lơ, hoang dại ánh mắt nhìn. 5 Ta kết vòng hoa cho nàng đội lên đầu Vòng đeo tay toả hương thơm ngào ngạt Nàng nhìn ta với ánh mắt u sầu Và ta nghe tiếng thở dài dịu ngọt. 6 Ta bế nàng lên yên ngựa của mình Suốt cả ngày với nàng trong yên lặng Nàng cất lên những bài hát của tiên Đôi mắt nàng nhìn về nơi xa vắng. 7 Nàng trao ta cội nguồn hương dịu mát Và những gì mật ngọt tháng ngày xanh Rồi thốt lên những lời rất kỳ quặc: "Em yêu anh chân thành". 8 Nàng đưa ta vào lâu đài tình ái Nàng khóc lóc và nức nở đau thương Ta nhìn thấy đôi mắt nàng hoang dại Ta khép mắt nàng bằng những nụ hôn. 9 Nàng vỗ về, ru ta vào giấc ngủ Ta đi vào giấc mộng – nhưng than ôi! Giấc mơ cuối cùng ta không còn nhớ Rằng chỉ mình ta lạnh lẽo trên đồi. 10 Ta nằm mơ thấy hoàng tử tình si Vẻ tái nhợt trong cơn đau gào thét: "La Belle Dame Sans Merci Đã bỏ ngươi mà đi không thương tiếc!" 11 Ta nhìn thấy những bờ môi khát khao Đang gào lên những lời nghe khiếp đảm. Ta tỉnh giấc và thấy trên đồi cao Một mình ta nằm bên bờ dốc lạnh. 12 Từ dạo đấy ta đâm ra thờ thẩn Vẻ xanh xao ta lảng vảng một mình Cây bên hồ giờ chỉ còn lá rụng Và chẳng còn nghe tiếng hót của chim. |